# 苏州地铁3号线
苏州地铁3号线是苏州地铁的一条东西方向的U型主干地铁线路。线路全长45.272公里，设站37座。3号线连接苏州高新区、吴中区、工业园区，主线起于高新区西北，向南进入吴中区，从古城南面横穿苏州市区，最后向北进入苏州工业园区。
3号线工程于2013年12月28日启动，2014年12月16日正式实质性开工，2019年12月25日开通运营。2023年12月23日，3号线与11号线单向贯通运营。2024年6月29日，全线交路与11号线贯通。

## 车站
苏州地铁3号线目前共有37座车站，均为地下车站，其中换乘站14座，平均站间距1.242公里，最大站间距1974米，位于工业园站至方湾街站，最小站间距674.047米，位于东方之门站至烟雨桥站，区间正线最大坡度 30‰、辅助线35‰，最小曲线半径300米。

### 换乘站
- 36蘇州新區火車站 — 换乘6号线
- 38西津橋 — 换乘8号线
- 13獅子山 — 换乘1号线
- 35索山橋西 — 换乘5号线
- 23盤蠡路 — 换乘2号线
- 34寶帶路 — 换乘4号线
- 37通園路南 — 换乘7号线
- 35金厙橋 — 换乘5号线
- 36李公堤西 — 换乘6号线
- 13東方之門 — 换乘1号线
- 38唐莊 — 换乘8号线
- 38蘇州園區火車站 — 换乘8号线
- 35葑亭大道 — 换乘5号线
- 311唯亭 — 直通運轉11号线

### 车站列表

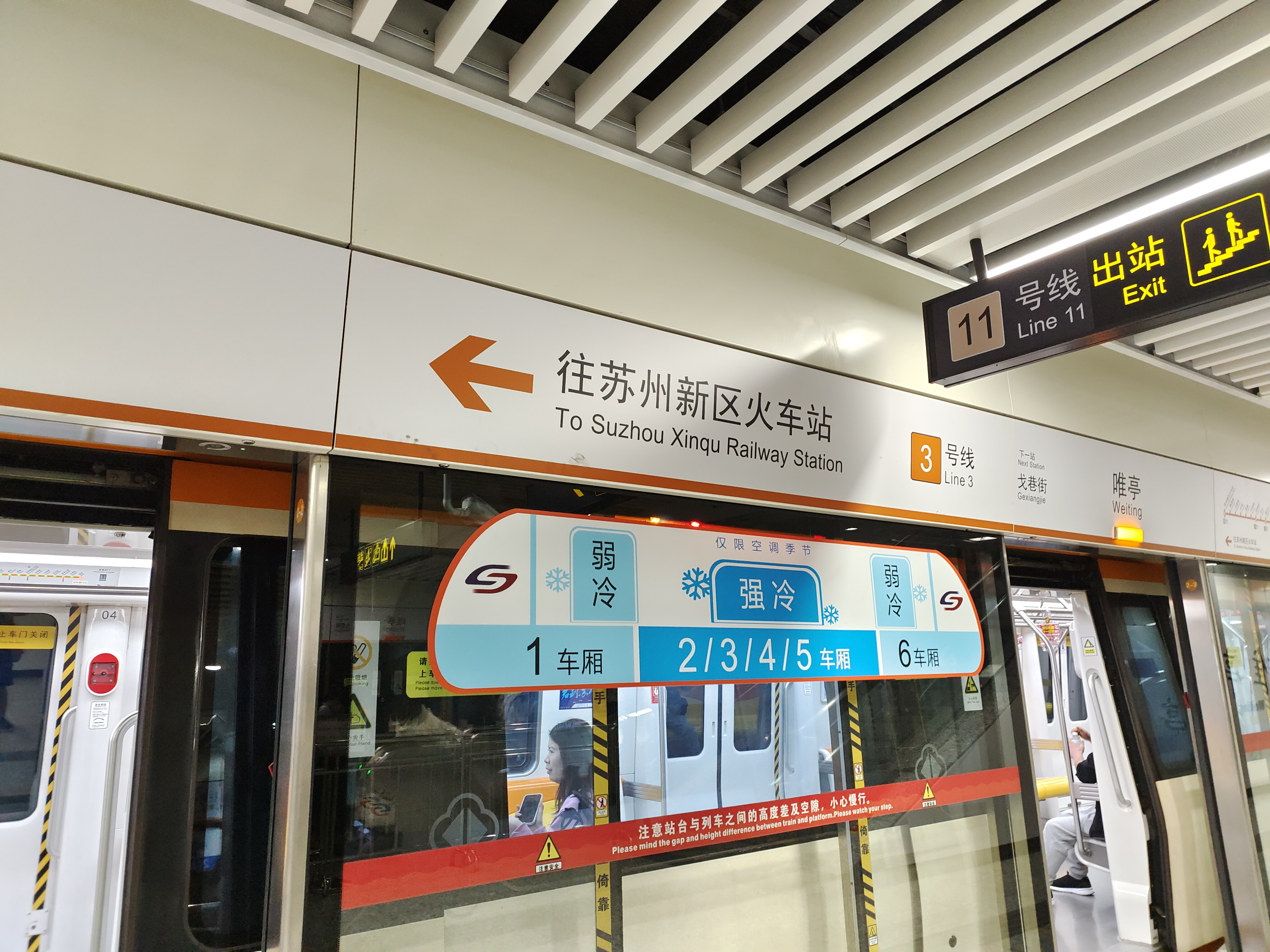
3号线PM102型列车停靠在唯亭站，此景自贯通后成为历史。

| 硕放机场                                                                                           | Shuofang Airport Station        | █ 无锡地铁3号线                     | 新吴区       | 规划中         | 规划中         |
| 机场物流园                                                                                         | Airport Logistics Park          | —                                   | 新吴区       | 规划中         | 规划中         |
| 硕放镇                                                                                             | Shuofang Town                   | —                                   | 新吴区       | 规划中         | 规划中         |
| 长江东路                                                                                           | East Changjiang Road            | —                                   | 新吴区       | 规划中         | 规划中         |
| 望东路                                                                                             | Wangdonglu                      | —                                   | 虎丘区       | 规划中         | 规划中         |
| 浒牌路                                                                                             | Xupailu                         | —                                   | 虎丘区       | 规划中         | 规划中         |
| ↓█ 3号线█ 11号线列车共同运营区间、█ 3号线（早晚高峰）小交路、█ 3号线█ 11号线大交路、非高峰运营区间 |                                 |                                     |              |                |                |
| 苏州新区火车站                                                                                     | Suzhou Xinqu Railway Station    | █ 6号线 █ 有轨电车2号线 苏州新区站  | 虎丘区       | 地下岛式站台   | 2019年12月25日 |
| 惠昌路                                                                                             | Huichanglu                      | —                                   | 虎丘区       | 地下岛式站台   | 2019年12月25日 |
| 文昌路                                                                                             | Wenchanglu                      | █ 有轨电车2号线                     | 虎丘区       | 地下岛式站台   | 2019年12月25日 |
| 长亭                                                                                               | Changting                       | —                                   | 虎丘区       | 地下岛式站台   | 2019年12月25日 |
| 铜墩                                                                                               | Tongdun                         | —                                   | 虎丘区       | 地下岛式站台   | 2019年12月25日 |
| 马运路                                                                                             | Mayunlu                         | —                                   | 虎丘区       | 地下岛式站台   | 2019年12月25日 |
| 西津桥                                                                                             | Xijinqiao                       | █ 8号线 █ 9号线（規劃）             | 虎丘区       | 地下雙岛式站台 | 2019年12月25日 |
| 何山                                                                                               | Heshan                          | —                                   | 虎丘区       | 地下岛式站台   | 2019年12月25日 |
| 狮子山                                                                                             | Shizishan                       | █ 1号线 █ 有轨电车1号线             | 虎丘区       | 地下岛式站台   | 2019年12月25日 |
| 狮山路                                                                                             | Shishanlu                       | —                                   | 虎丘区       | 地下岛式站台   | 2019年12月25日 |
| 沙金桥                                                                                             | Shajinqiao                      | —                                   | 虎丘区       | 地下岛式站台   | 2019年12月25日 |
| 索山桥西                                                                                           | Suoshanqiao West                | █ 5号线                             | 虎丘区       | 地下岛式站台   | 2019年12月25日 |
| 横山                                                                                               | Hengshan                        |                                     | 虎丘区       | 地下岛式站台   | 2019年12月25日 |
| 横塘                                                                                               | Hengtang                        |                                     | 虎丘区       | 地下岛式站台   | 2019年12月25日 |
| 石湖北                                                                                             | Shihu North                     |                                     | 虎丘区       | 地下岛式站台   | 2019年12月25日 |
| 新郭                                                                                               | Xinguo                          | 姑苏区                              |              | 地下岛式站台   | 2019年12月25日 |
| 盘蠡路                                                                                             | Panlilu                         | █ 2号线                             | 吴中区       | 地下岛式站台   | 2019年12月25日 |
| 宝带路                                                                                             | Baodailu                        | █ 4号线                             | 吴中区       | 地下岛式站台   | 2019年12月25日 |
| 迎春路                                                                                             | Yingchunlu                      | —                                   | 吴中区       | 地下岛式站台   | 2019年12月25日 |
| 北港路                                                                                             | Beiganglu                       | █ 10号线（規劃）                    | 吴中区       | 地下岛式站台   | 2019年12月25日 |
| 通园路南                                                                                           | Tongyuanlu South                | █ 7号线                             | 苏州工业园区 | 地下岛式站台   | 2019年12月25日 |
| 墅浦路北                                                                                           | Shupulu North                   | —                                   | 苏州工业园区 | 地下岛式站台   | 2019年12月25日 |
| 东振路                                                                                             | Dongzhenlu                      | —                                   | 苏州工业园区 | 地下岛式站台   | 2019年12月25日 |
| 金厍桥                                                                                             | Jinsheqiao                      | █ 5号线                             | 苏州工业园区 | 地下岛式站台   | 2019年12月25日 |
| 李公堤西                                                                                           | Ligongdi West                   | █ 6号线                             | 苏州工业园区 | 地下岛式站台   | 2019年12月25日 |
| 东方之门                                                                                           | Dongfangzhimen                  | █ 1号线                             | 苏州工业园区 | 地下岛式站台   | 2019年12月25日 |
| 烟雨桥                                                                                             | Yanyuqiao                       | █ 9号线（規劃）                     | 苏州工业园区 | 地下岛式站台   | 2019年12月25日 |
| 倪浜·阳澄数谷                                                                                      | Nibang·Yangcheng Digital Valley | —                                   | 苏州工业园区 | 地下岛式站台   | 2019年12月25日 |
| 唐庄                                                                                               | Tangzhuang                      | █ 8号线                             | 苏州工业园区 | 地下雙岛式站台 | 2019年12月25日 |
| 跨塘                                                                                               | Kuatang                         | —                                   | 苏州工业园区 | 地下岛式站台   | 2019年12月25日 |
| 苏州园区火车站                                                                                     | Suzhou Yuanqu Railway Station   | █ 8号线 █ 14号线（規劃） 苏州园区站 | 苏州工业园区 | 地下岛式站台   | 2019年12月25日 |
| 方湾街                                                                                             | Fangwanjie                      | —                                   | 苏州工业园区 | 地下岛式站台   | 2019年12月25日 |
| 丰和路                                                                                             | Fenghelu                        | —                                   | 苏州工业园区 | 地下岛式站台   | 2019年12月25日 |
| 双马街                                                                                             | Shuangmajie                     | —                                   | 苏州工业园区 | 地下岛式站台   | 2019年12月25日 |
| 葑亭大道                                                                                           | Fengtingdadao                   | █ 5号线                             | 苏州工业园区 | 地下岛式站台   | 2019年12月25日 |
| ↓█ 3号线█ 11号线列车共同运营区间（大交路、非高峰运营区间）                                         |                                 |                                     |              |                |                |
| 戈巷街                                                                                             | Gexiangjie                      | —                                   | 苏州工业园区 | 地下岛式站台   | 2019年12月25日 |
| 唯亭                                                                                               | Weiting                         | █ 11号线                            | 苏州工业园区 | 地下岛式站台   | 2019年12月25日 |
| ↓█ 3号线█ 11号线列车贯通至花桥站                                                                   |                                 |                                     |              |                |                |

### 与11号线贯通运营
2023年12月23日，苏州地铁11号线与3号线贯通运营，11号线列车运行至金厍桥站；2024年6月29日，全线交路正式贯通。

## 车辆

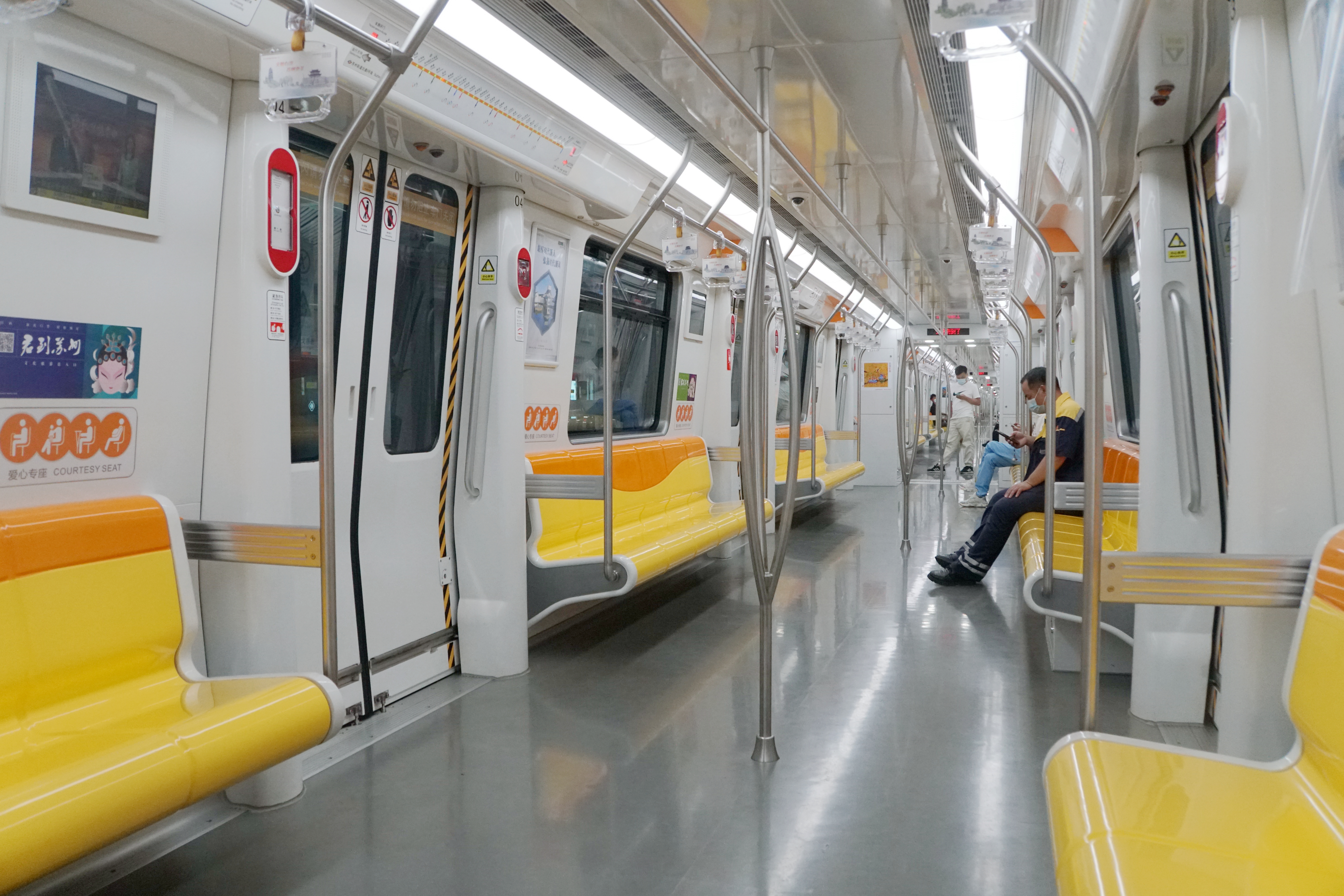
3号线车辆内饰

### 曾用车辆
- PM101型、PM102型、PM116型

本型号列车共50列300辆车，采用4动2拖6辆编组B型车，车体为鼓形，满载2034人，最高运行速度80km/h。
整车采用轻量化设计，车体使用大型中空型材，空载拖车重量31吨，动车重量31.5吨，车体重量低于6.5吨。列车空调设置在车辆1/4和3/4处，机组下方设置平顶，以保持低噪声效果，并优化风道使出风均匀。车辆采用带降噪环的直辐板车轮、五层地板结构和可降噪防寒物料。
列车设计上可以和4号线列车混合运营。0302车组和0335车组已安装全自动驾驶设备；0345车组使用混合磁阻同步电机牵引系统；0312车组采用第三代全碳化硅半导体技术，走行风冷永磁直驱电机与永磁直驱转向架。
- 厂商型号：PM101、PM102、PM116
- 制造厂商： 中国 中车南京浦镇车辆有限公司、苏州中车轨道交通车辆有限公司（仅 0345 车组）
- 制造年份：2017—2021
- 外观特征：列车采用鼓形车体设计，以橙、黑、白三色为主色调，窗框周围则为黑色；车头设红色LED方向幕显示终点站。
- 车体材质：铝合金车体
- 车辆编成：6节编组（=Tc-Mp-M+M-Mp-Tc=）
- 车体尺寸：头车长 20.90 m，中间车长 19.52 m，宽 2.88 m，高 3.765 m
- 车门宽度：1.3 m
- 相同车厢车门中心距：4.88 m
- 相邻车厢车门中心距：4.88 m
- 供电制式：架空接触网供电，DC 1500 V
- 设计时速：80 km/h
- 额定载客量：1436人
- 极限载客量：2034人
- 电气牵引系统：
  - 异步牵引系统
    - 江苏经纬轨道交通设备有限公司生产 WIND-TMM-1Y474-614SNJ01 型鼠笼式三相异步交流牵引电动机（额定功率：190 kW，4×4台）
    - 江苏经纬轨道交通设备有限公司生产 WIND-TCM-1B1000FU01 型 IGBT-VVVF（1C4M1群方式控制，4组）

  - 混合磁阻牵引系统
    - 江苏经纬轨道交通设备有限公司生产 WIND-TMM-1T506-659YNJ01 型混合磁阻同步牵引电机（额定功率：190 kW，4×4台）
    - 江苏经纬轨道交通设备有限公司生产 WIND-TCM-1B1200FU01 型 IGBT-VVVF（1C1M4群方式控制，4组）

  - 永磁直驱牵引系统
    - 斯柯达原设计 / 江苏经纬轨道交通设备有限公司代工生产 HLR-3657-P/12 型永磁同步直驱电机（额定功率：150 kW，4×4台）
    - 斯柯达原设计 / 江苏经纬轨道交通设备有限公司代工生产 TM-15.1 型 SiC-MOSFET-VVVF（1C1M4群方式控制，4组）
- 转向架：
  - 常规电机列车
    - 中车南京浦镇车辆制 PW80E-Ⅱ 型无摇枕式空气弹簧转向架（6×2台）
    - 转向架轴重：14 t
    - 转向架轴距：2.3 m

  - 直驱电机列车
    - 中车南京浦镇车辆制 PW80E-Ⅴ 型无摇枕式空气弹簧转向架（6×2台）
    - 转向架轴重：14 t
    - 转向架轴距：1.9 m
- 车辆总数：PM101型共1列（0312）、PM102型共47列（0301、0303 ~ 0311、0313 ~ 0334、0336 ~ 0350）、PM116型共2列（0302、0335）
- 此列车设有电子线路图（移交至7号线后改装LCD电子动态地图）和LED屏
- 设施特征：车头使用LED灯照明；列车驾驶室间壁门设有镜面镀膜玻璃窗，可观看到司机操作和前方风景。

该型车辆全数列车将在2024年内完成改装后转至7号线运行，同时车内的闪灯线路图会替换成LCD显示屏。自2024年6月29日起，3号线与11号线运行全线贯通交路，因此本型号列车所有车辆均不能行走3号线与11号线全部区段，现今3号线列车已全数退出定期运营，4号线列车继续于主线运营。
7号线列车自2024年10月11日起于全线试运行及跨线至4号线支线运营，于2024年12月1日正式投入全线服务。

### 直通车辆

#### 11号线
- PM187型

### 使用车辆
3号线主力车辆将采用PM247型列车，6节B型编组，共50列，最高运行速度提升至100km/h，支持最高运行等级GoA4。
- 厂商型号：PM247
- 制造厂商： 中国 中车南京浦镇车辆有限公司
- 制造年份：2023 ~ 2024
- 外观特征：列车采用鼓形车体设计，以橙、黑、白三色为主色调，两边各有一条橙色的饰带，窗框周围则为黑色；车头设红色LED方向幕显示终点站；造型沿用11号线一期列车（PM187型）。
- 车体材质：铝合金车体
- 车辆编成：6节编组（=Tc-Mp-M+M-Mp-Tc=）
- 车体尺寸：头车长 20.90 m，中间车长 19.52 m，宽 2.88 m，高 3.76 m
- 车门宽度：1.3 m
- 相同车厢车门中心距：4.88 m
- 相邻车厢车门中心距：4.88 m
- 供电制式：架空接触网供电，DC 1500 V
- 设计时速：100 km/h
- 额定载客量：1460人
- 极限载客量：2062人
- 电气牵引系统：
  - 江苏经纬轨道交通设备有限公司生产 WIND-TMM-1Y460-570SNJ16 型鼠笼式三相异步交流牵引电动机（额定功率：200 kW，4×4台）
  - 江苏经纬轨道交通设备有限公司生产 WIND-TCM-2B1300FU07 型 IGBT-VVVF（1C2M2群方式控制，4组）
- 转向架：中车南京浦镇车辆制 PW120E 型无摇枕式空气弹簧转向架（6×2台）
- 转向架轴重：14 t
- 转向架轴距：2.3 m
- 车辆总数：PM247型共51列（0301 ~ 0351）
- 此列车设有LCD电子动态线路图，车厢连接处采用LCD显示屏
- 设施特征：车头使用LED灯照明，司机室采用全开放式设计，设置有全高式软隔断；车厢内座椅两侧设置USB充电接口，车头展望区设有无线充电装置。

## 设备
全线设主变电所3座，与1号线共用狮子山主变电所，与2、4号线共用宝带西路主变电所，新建中新大道西主变电所与6、7号线共用。车辆段位于新区的浒墅关。停车场位于园区的唯亭南。车型采用B型车6节编组，属于地铁。

## 历史
- 2013年9月23日，国家环保总局批复3号线工程环境影响报告书。
- 2013年10月28日，江苏省发改委批复3号线工程可行性报告。
- 2013年11月7日，在苏州市城市轨道交通第二期（2010-2015）建设规划调整（以下简称二期调整规划）环境影响评价第二次公示中，3号线与规划中的5号线以星波街站为界，东西段分别进行对调。从而形成新的3号线（原3号线西段+原5号线东段）并进行上报。
- 2013年12月28日，3号线工程在盘蠡路站举行动工仪式。
- 2014年4月2日，3号线西段开始管线绿化迁移工作。
- 2014年10月23日，二期规划调整获得国家发改委批复，新3号线东段获批。[10]
- 2014年12月16日，3号线正式开工，开始实质性建设。[11]
- 2015年2月10日，江苏省发改委批复3号线工程调整可行性报告。
- 2016年4月24日，首个车站北港路站结构封顶。
- 2016年5月29日，首个盾构区间开始盾构，从北港路站至群星二路站。
- 2016年8月28日，首个盾构区间贯通。
- 2018年1月6日，3号线第一段轨道开铺。[12]
- 2018年1月9日，3号线站点名称初选方案公示，相较之前以“XX路”命名的方式，新方案大幅改动原站名，采用古地名或周边著名标志物为站点名[13]。
- 2018年5月8日，全部站名正式确定[14]。
- 2018年10月20日，全线洞通，所有车站主体结构封顶完成[15]。
- 2018年11月2日，3号线列车首次公开亮相并投入线网运营[16]。
- 2018年12月6日，全线轨道铺设完成[17]。
- 2019年3月21日，全线电通[18]。
- 2019年5月16日，供电系统电客车全线热滑跑车成功[19]。
- 2019年8月17日，全线通过项目工程验收[20]。
- 2019年8月18日，开始空载试运行[21]。
- 2019年12月25日，开通运营。
- 2023年12月23日，11号线列车贯通运行至金厍桥站。
- 2024年4月27日，11号线列车服务延长至横山站。
- 2024年6月29日，11号线贯通交路延长至全线。
- 2024年9月28日，3号线转为无人驾驶模式（UTO），并对外开放驾驶室，乘客可观看到列车前后方的隧道及风景。
- 2025年2月，因受轨道交通新国标要求影响，3号线改回有人值守自动运行（DTO）模式。[來源請求]

## 未来发展

### 西延伸
苏州地铁由新区火车站向西对接无锡硕放机场的具体形式曾有过多种方案，最早于《苏州城市综合交通规划（2007年-2020年）》中提出，为单独新建市域铁路形式，2009年委托索菲图公司制定的《苏州轨道线网规划》中又取消该项规划。此后有过吴江-高新区-相城市域铁路+高新区至硕放机场支线的提议（2014年）。2018年制定新一轮线网规划时曾考虑过硕放机场连接线，而当年随后发布的52号文要求“城市轨道交通项目不跨设区市规划建设”，故苏州只能选择城际轨道制式。2023年6月，该段线路又改为3号线西延形式，且可能在部分区段与16号线（市域快线，硕放机场至吴江方向，远期规划）共线运营。若最终选定该方案，则3号线西延伸的车辆行驶速度需提高至120km/h以适应市域快线模式。